# Савински регион
Савински регион е един от 12-те региона на Словения. Населението му е 260 317 жители (по приблизителна оценка от януари 2018 г.), а площта 2384 кв. км. Икономиката се поделя на: 47,30% услуги, 46,30% промишленост и 6,70% земеделие. Най-големият град е Целе.